# بوب كلاين
بوب كلاين (بالإنجليزية: Bob Klein) هو لاعب كرة قدم أمريكية أمريكي، ولد في 27 يوليو 1947 في سوث غيت في الولايات المتحدة.

## وصلات خارجية
- بوب كلاين على موقع مرجع كرة القدم المحترفة.كوم (الإنجليزية)